# Allis-Chalmers
Allis-Chalmers fue un fabricante estadounidense de maquinaria para distintas industrias. Sus líneas empresariales incluyeron maquinaria agrícola, equipamiento de construcción, generación eléctrica y tendidos eléctricos; y maquinaria para uso en plantas industriales como fábricas, molinos de harina, serrerías, manufacturas textiles, fundiciones, refinerías, minas, y refinado de menas. Allis-Chalmers se fundó en 1901, como una fusión de la compañía Edward P. Allis (dedicada a la construcción de motores de vapor y equipamiento de acerías), de la compañía Fraser & Chalmers (fabricante de equipos para minería y excavación de menas), de la compañía Gates Iron Works (productora de equipos para cantería y fábricas de cemento), y de la línea industrial de la compañía Dickson (especializada en motores y compresores). En 1912, el grupo de industrias pasó a llamarse Allis-Chalmers Manufacturing Company. Durante los siguientes 70 años su maquinaria industrial se instaló en incontables acerías, minas, y plantas industriales alrededor de todo el mundo. Sus tractores de color naranja y sus cosechadorass plateadas se hicieron acreedoras de un merecido prestigio entre los agricultores de numerosos países. En las décadas de 1980 y 1990, una serie de desinversiones transformaron la firma, lo que finalmente llevó a su disolución en 1999, cuando se cerraron de forma definitiva sus oficinas de Milwaukee. Las empresas Allis-Chalmers Energy y AGCO proceden del extinto grupo matriz.

## Historia

### Visión general
El fotógrafo y escritor Randy Leffingwell (1993) ha documentado los orígenes de la compañía, reflejando el carácter de sus productos. Describe cómo la compañía "creció a base de adquirir y consolidar numerosas innovaciones", procedentes de varias empresas más pequeñas; señalando que el "trabajo de los metales y la maquinaria eran su legado común. Fracasos y éxitos financieros propiciaron su unión".
El antiguo ejecutivo comercial Walter M. Buescher (1991) comentaba que Allis-Chalmers "fue un «conglomerado industrial» antes de que el propio término fuera acuñado". Allis-Chalmers, a pesar del vínculo común con la maquinaria de las distintas compañías que la formaron, fue una amalgama pionera de numerosas líneas empresariales dispares, cada cual con un mercado único, iniciando una era en una época en la que las fusiones entre industrias del mismo tipo eran frecuentes, pero no así las alianzas transversales entre compañías, todavía nada comunes.

### SigloXIX
En 1860, el empresario Edward P. Allis compró una compañía en bancarrota en una subasta, la Reliance Works de Milwaukee (Wisconsin), que había pertenecido a James Decker y a Charles Seville. Decker & Seville estaba especializada en la fabricación de molinos de grano. Bajo la administración de Allis, la empresa resurgió y "empezó a producir motores de vapor y molinos de grano coincidiendo con la época en que muchas serrerías y molinos de harina se estaban dotando de máquinas de vapor." A pesar de que el pánico financiero de 1873 "sorprendió a Edward Allis en plena expansión" y le obligó a declararse en bancarrota, "su buena reputación le salvó y pudo reflotar la empresa rápidamente", fundando la Compañía Edward P. Allis. En palabras de Leffingwell, "supo contratar a conocidos expertos: George Hinkley, que perfeccionó la sierra de cinta; William Gray; que revolucionó el proceso de la molienda de harina mediante el uso de rodillos; y Edwin Reynolds, que desarrolló el motor de vapor Corliss". Muerto Allis en 1889, sus hijos (Charles Allis y William Allis) y los otros propietarios principales continuaron prosperando, y hacia 1900 la empresa se había convertido en uno de los constructores de motores de vapor más grandes de América.

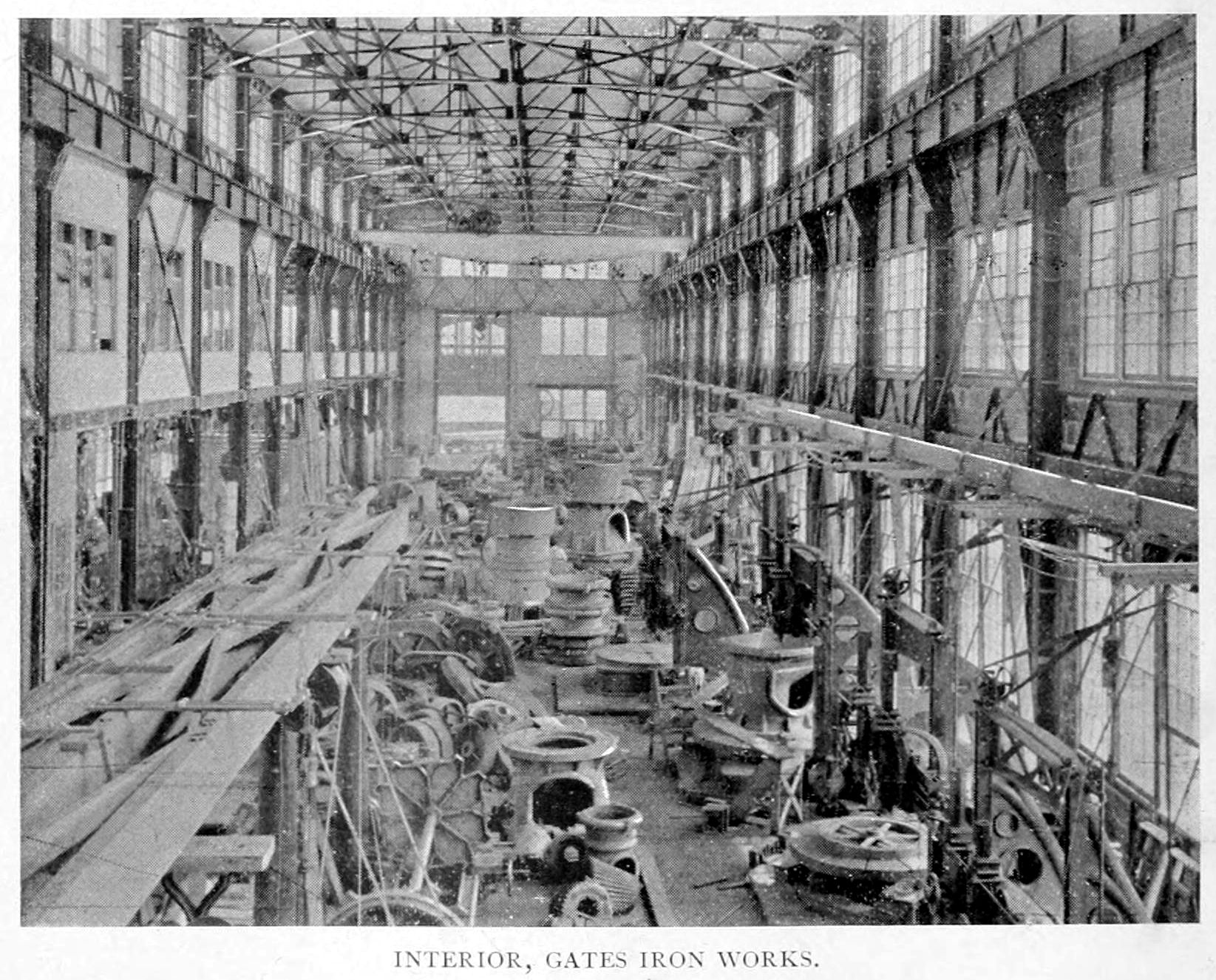
Interior de los talleres de Gates Iron Works (1896).

Thomas Chalmers era un inmigrante escocés que llegó a los Estados Unidos aproximadamente en 1842. Hacia 1844 se encontraba en Chicago (Illinois) y había encontrado trabajo con P. W. Gates, cuya forja abastecía los almacenes de arados, vagones, y equipos para moler grano. La empresa de Gates "construyó la primera serrería operada por vapor en el país, cuando Chicago era el principal productor de tablones de madera en los Estados Unidos." En 1872, Thomas Chalmers fundó la compañía Fraser & Chalmers dedicada a fabricar maquinaria minera, calderas, y bombas. Hacia 1880 su línea de productos incluía motores de vapor, y en la década de 1890 la empresa se había convertido en uno de los fabricantes más grandes del mundo de equipamiento minero. El hijo de Thomas Chalmers, William James Chalmers, fue presidente de la compañía desde 1890 a 1901. Entretanto, la empresa Gates Iron Works, con implicación de la familia Chalmers, se especializó en construir máquinas para triturar y pulverizar rocas, así como molinos de cemento.
Otra familia inmigrante escocesa, los Dickson, llegaron a Canadá y los Estados Unidos en la década de 1830. Hacia 1852 habían organizado un almacén de maquinaria y productos de fundición (Dickson & Company) en Scranton (Pensilvania). En 1856 Thomas Dickson pasó a presidir la compañía, y en 1862 se fundó la Dickson Manufacturing Company. Ya en 1900 la empresa se dedicaba a la construcción de calderas, motores de vapor, locomotoras, motores de combustión interna, sopladores, y compresores de aire.
Los accionistas principales de las firmas Edward P. Allis, Fraser & Chalmers, y Gates decidieron fusionar sus compañías. Edwin Reynolds pensó que Allis podría controlar el negocio de motores industriales. En mayo de 1901 se fundó la compañía Allis-Chalmers. Adquirió el negocio de motores industriales de Dickson, mientras que el negocio de locomotoras de Dickson se integró en la nueva empresa fabricante de material ferroviario: la Compañía de Locomotoras Americana (ALCO).

### 1901–1911

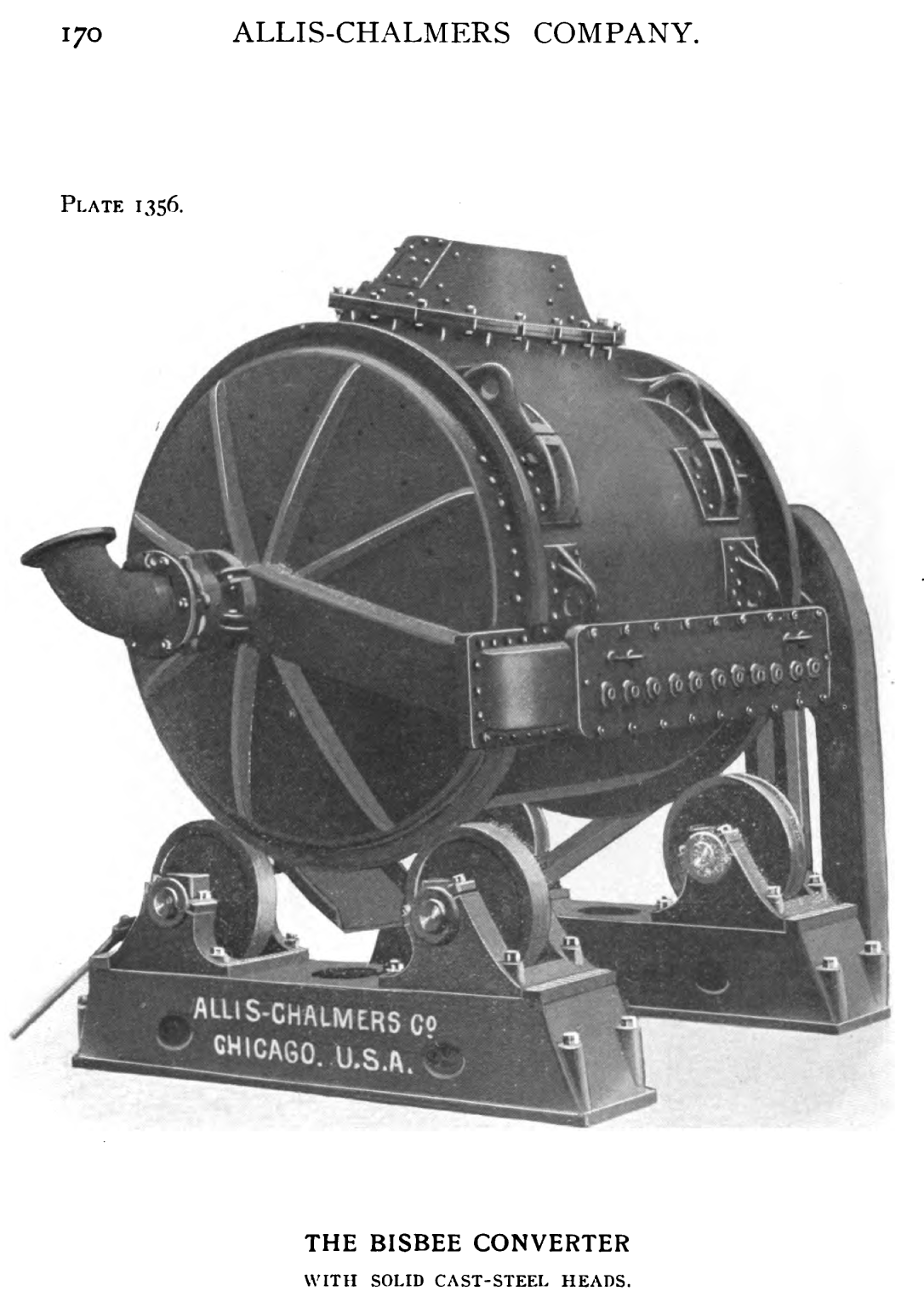
Convertidor Bisbee Allis-Chalmers para la fundición de menas de cobre (1902).

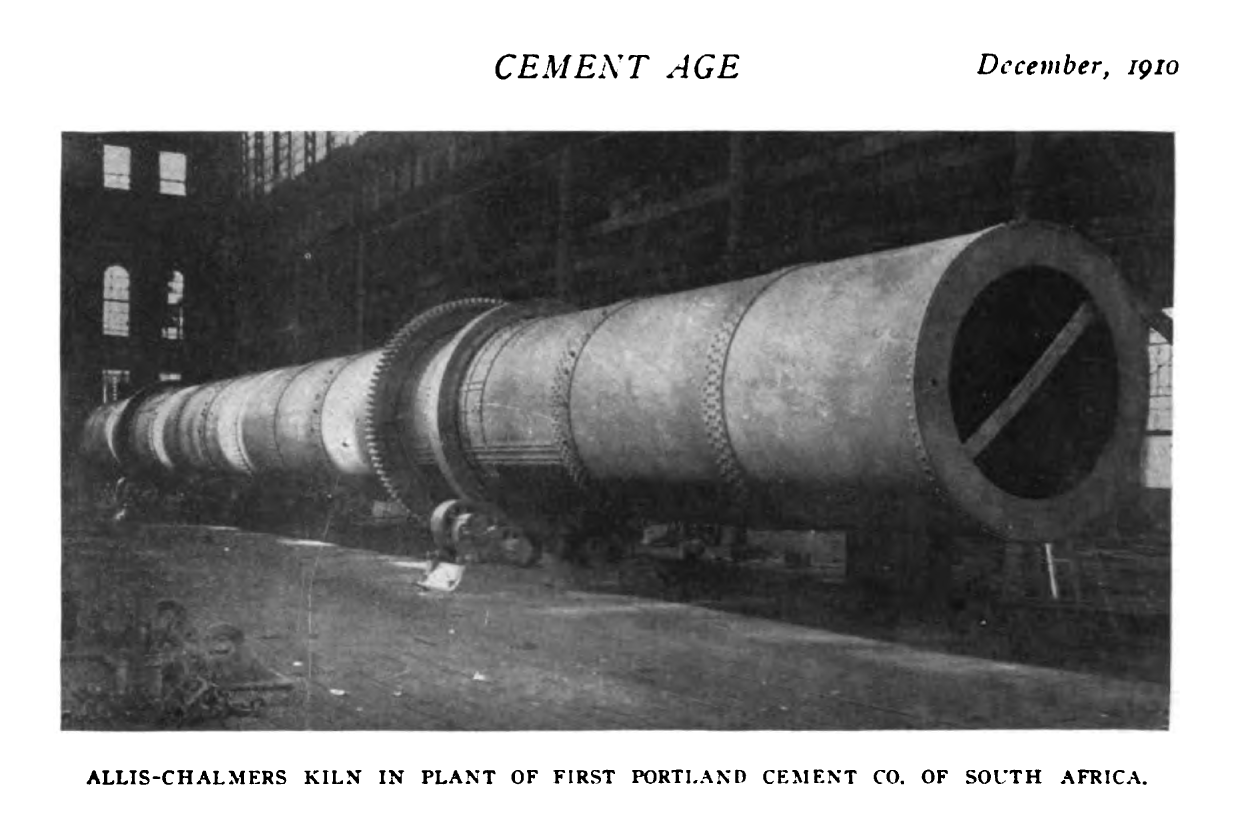
Una foto de la revista Cement Age (1910), de un horno de cemento rotativo, construido por Allis-Chalmers.

El director general de la nueva compañía era Charles Allis, su hermano William presidía el consejo y William J. Chalmers era director de operaciones. Poco después de que la fusión estuvo completada, se construyó una nueva fábrica en un área al oeste de Milwaukee, entonces conocida como North Greenfield. La fábrica acabó dando nombre al lugar, rebautizado en 1902 como West Allis (Wisconsin).
Con su grupo de firmas, Allis-Chalmers podía ofrecer una gran variedad de equipos para la industria pirometalúrgica, como hornos y convertidores para reducir, fundir y refinar metales; molinos molturadores de menas, varias clases de trituradoras y pulverizadoras; molinos apisonadores, molinos de rodillos, molinos de bolas, molinos cónicos y molinos prensadores; depósitos de cianuración y otros tanques de concentración; elevadores mineros; todo tipo de vagonetas; y plantas para fabricar briquetas de carbón; así como las bombas, tanques, calderas, compresores, acumuladores hidráulicos, tuberías, válvulas, tamices, y las cintas transportadoras necesarias para conectar los elementos anteriores. Como otras compañías que fabricaban grandes equipos para empresas industriales, también suministraba los correspondientes servicios de consultoría, tendiendo y poniendo en funcionamiento instalaciones de servicios. También asesoraba a compañías mineras sobre cómo diseñar una planta de tratamiento de menas, construir sus edificios e instalar su maquinaria, encargándose de enseñar a los empleados cómo utilizarla y mantenerla.
En 1903 adquirió la Compañía Eléctrica Bullock de Cincinnati, Ohio, lo que supuso añadir turbinas de vapor a los equipos industriales producidos por Allis-Chalmers.

### 1912–1919

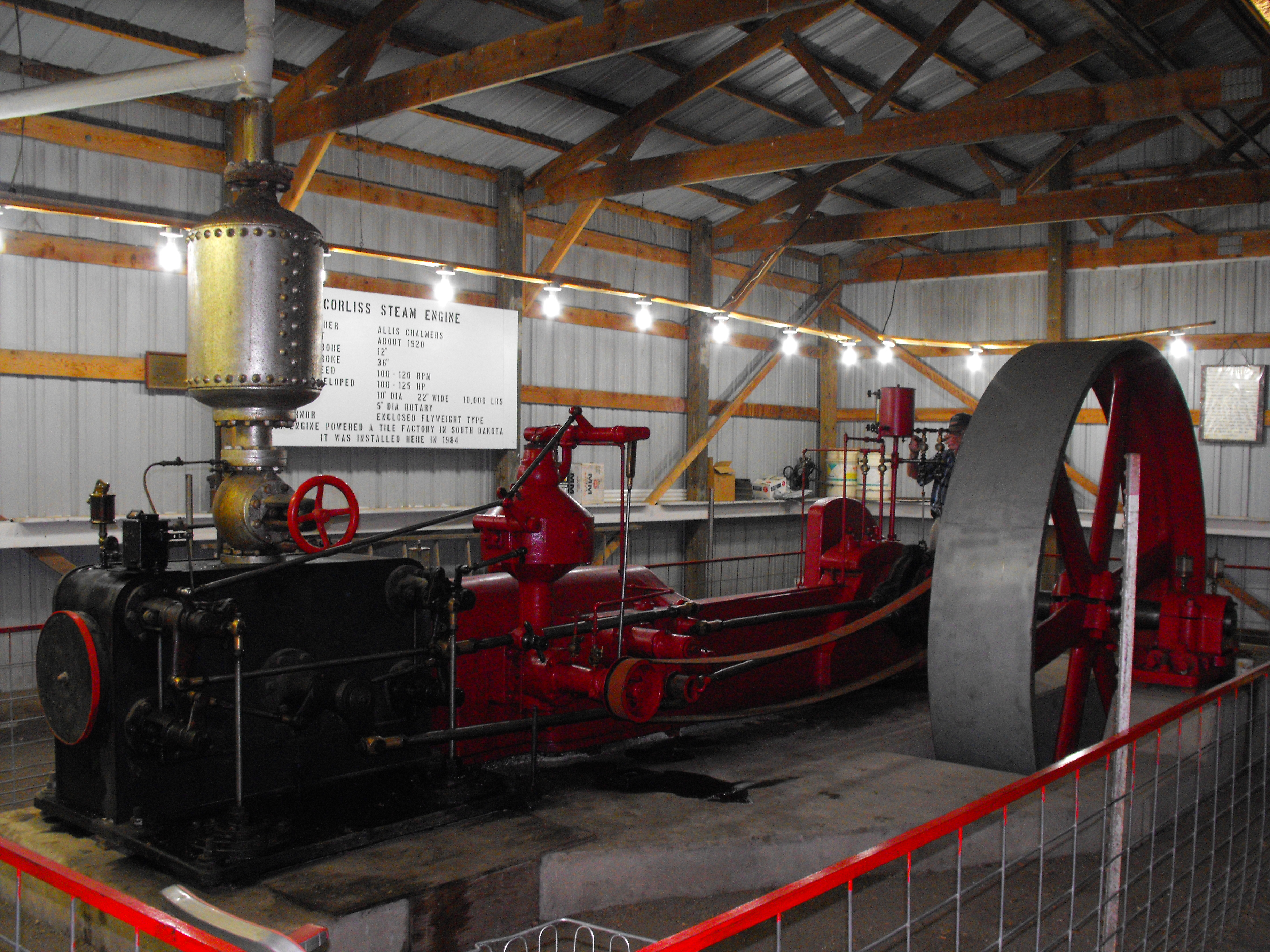
Un motor estacionario de vapor Allis-Chalmers del tipo Corliss

En 1912, Allis-Chalmers estaba atravesando problemas financieros, lo que obligó a reorganizar la compañía, que se rebautizó como Allis-Chalmers Manufacturing Company. Otto Falk, antiguo brigadier general de la Guardia Nacional de Wisconsin, fue el designado para dirigir la operación. Se centró en desarrollar nuevos productos y en ampliar sus mercados. Falk detectó un gran potencial de crecimiento en la mecanización de la agricultura, que por entonces estaba floreciendo por toda Norteamérica. Los primeros tractores Allis-Chalmers, el Modelo 10-18, el Modelo 6-12, y el Modelo 15-30, se desarrollaron y comercializaron entre 1914 y 1919, expandiéndose además la gama de productos agrícolas.

### Década de 1920

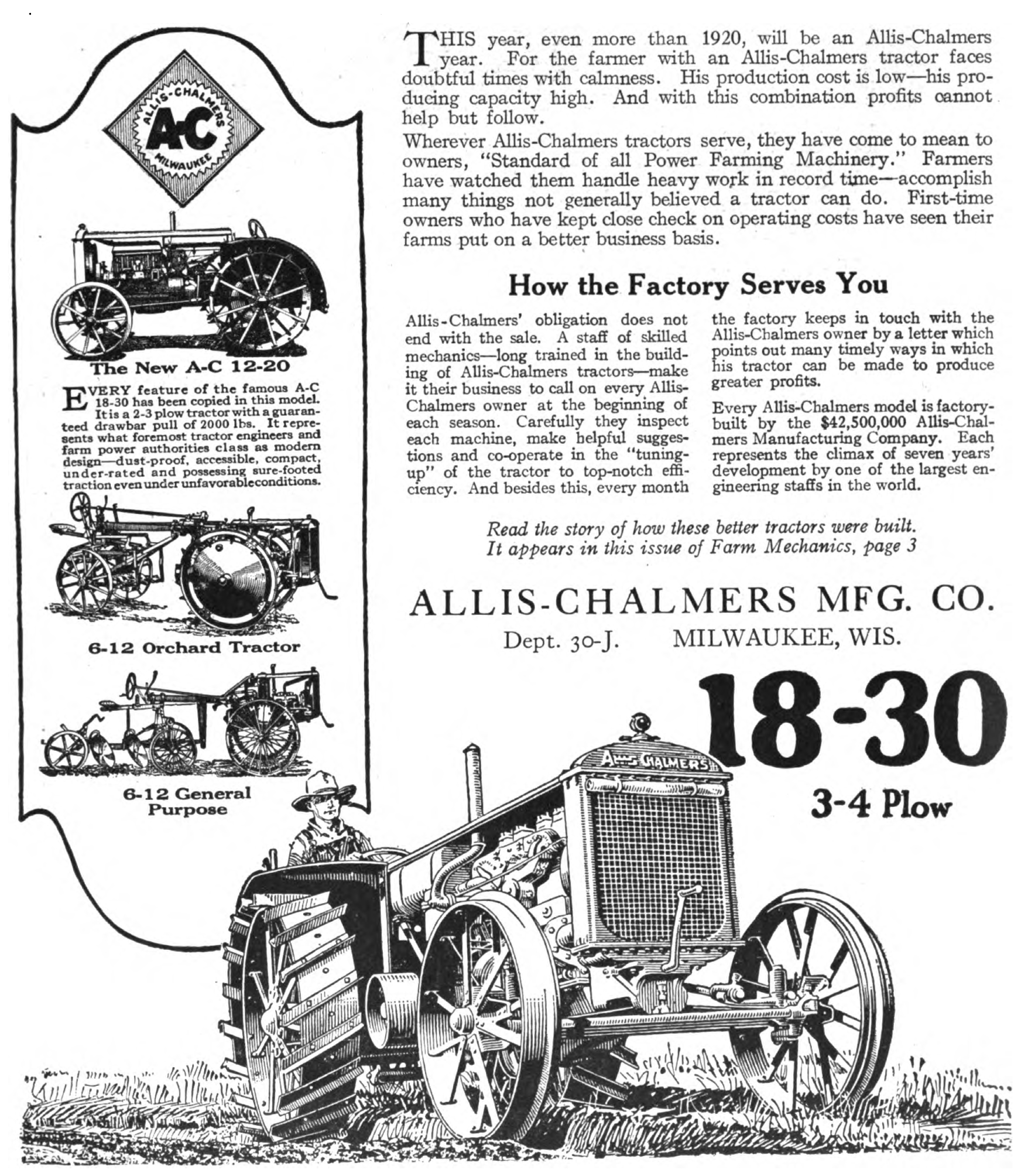
Anuncio de los tractores Allis-Chalmers en la revista Farm Mechanics (Mecánica de Granja), 1921, mostrando los modelos 6-12, 12-20, y 18-30.

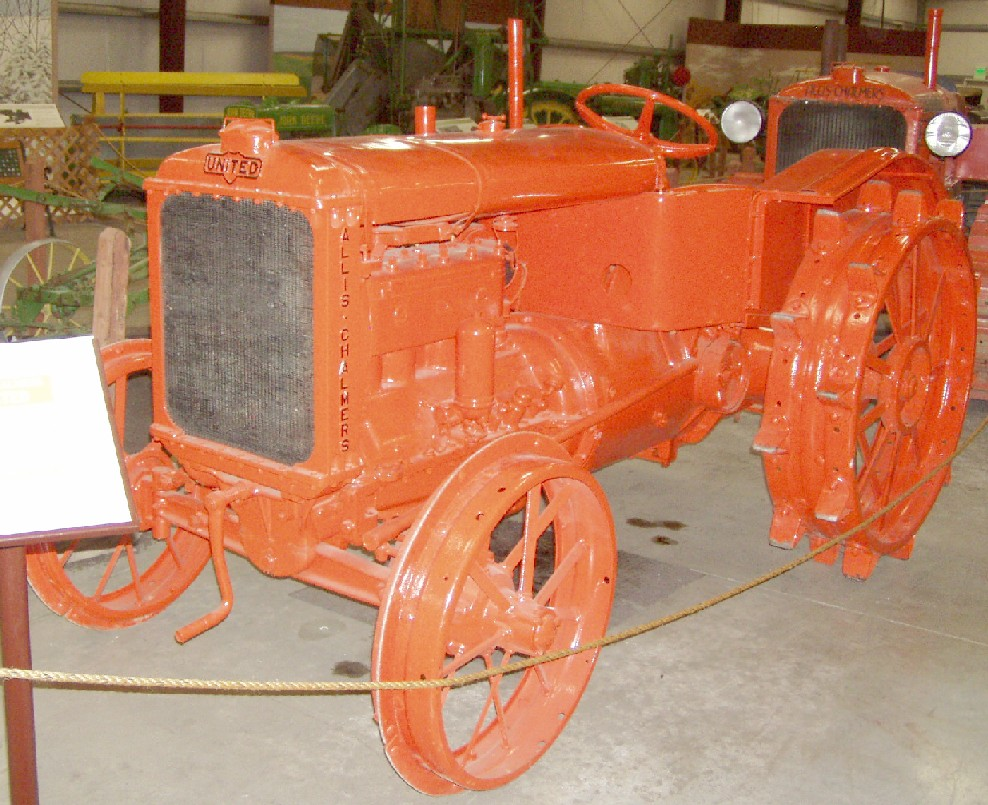
Tractor United, exhibido en el Centro de Historia Heidrick Ag, en Woodland, California, EE. UU.

Continuando la tendencia del periodo 1900–1920, los Rugientes Veintes fueron una época favorable para la fusión e incluso para la creación de conglomerados empresariales. A su vez, las granjas norteamericanas continuaron mecanizándose a un fuerte ritmo. Allis-Chalmers siguió incrementando sus ventas de los tractores 18-30, 12-20 y 15-25, así como del tractor United, el modelo U.
El famoso inventor e ingeniero Nikola Tesla estuvo trabajando en Milwaukee para Allis-Chalmers entre 1919–1922.
En 1926, Otto Falk contrató a Harry Merritt, que sería directivo en el negocio de tractores de Allis-Chalmers durante muchos años. Merritt había trabajado en ventas y comercialización de varias marcas de equipamiento agrícola y de construcción. Trabajaba en Holt cuando Falk lo fichó. Buescher, que trabajó a las órdenes de Merritt, considera al propio Merritt como el artífice de la revitalización del negocio de equipamiento agrícola de Allis-Chalmers, transformándolo en la principal fuente de beneficios de todo el grupo. Buescher afirma que: "Algunos dicen que el General Falk trajo a Harry Merritt a Milwaukee para liquidar la división de tractores, plagada de problemas. Otros dicen que se le fichó para insuflar nueva vida a la moribunda y ruinosa operativa. Incluso si la primera suposición fuese correcta, el segundo supuesto probó ser el resultado cierto. […] Después de la llegada de Merritt, el panorama de los beneficios cambió radicalmente. El negocio de equipamiento agrícola probó ser un salvavidas financiero para la empresa. […] De no valer prácticamente nada en 1927, Merritt vio cómo el negocio de equipamiento agrícola pasó a acaparar el sesenta por ciento del total de ventas corporativas."
También en 1926, Allis-Chalmers adquirido Nordyke Marmon & Company de Indianápolis, Indiana, un fabricante de equipamiento de molinos harineros. En 1927 absorbió la Pittsburgh Transformer Company, un fabricante de transformadores eléctricos.
En 1928, Allis-Chalmers adquirió la Compañía de Tractores Monarch de Springfield (Illinois), añadiendo a su gama de productos una línea de tractores oruga. En 1929 incorporó al grupo la compañía de maquinaria agrícola La Crosse, de La Crosse (Wisconsin). La compañía disponía de arados y de maquinaria de gran calidad, que como habitualmente, sirvió para expandir la gama de productos de Allis-Chalmers.
También en 1929, Harry Merritt estaba en California, cuando se fijó en el llamativo color naranja de las amapolas locales, lo que le indujo a pensar sobre el uso de colores brillantes en los productos de la empresa. Que los objetos con colores brillantes se puedan ver a gran distancia podía ser un reclamo para vender equipamiento agrícola. Pronto cambió el aspecto de los tractores Allis-Chalmers, que se pintaron de naranja persa, el color de pintura disponible más parecido al de la amapola de California. Así empezó la tradición del color naranja de los tractores Allis-Chalmers. Varios competidores harían lo propio durante la década siguiente, como International Harvester con un rojo intenso (1936), Minneapolis-Moline cambiado a un tono dorado (finales de los años 1930), y Case utilizando un rojo flamígero (también a finales de la década de 1930). John Deere ya utilizaba un esquema de color distintivo, con su verde brillante y amarillo.
En 1928, Henry Ford canceló la producción en EE. UU. del tractor Fordson. Esto afectó al negocio de muchas empresas: comerciantes de equipamiento agrícola vendedores del Fordson, talleres de reparación, y constructores de equipamientos diseñados específicamente para el tractor de Ford (como por ejemplo, las cosechadoras Gleaner, y numerosos tractores industriales). Muchas de estas empresas formaron un conglomerado en 1928, denominado United Tractor & Equipment Company. La United llegó a un acuerdo con Allis-Chalmers para construir un tractor que sustituyera al desaparecido Fordson. Sin embargo, hacia 1930, el conglomerado de empresas de la United colapsó. Las razones que varios autores han dado de esta quiebra han sido los desacuerdos entre sus inversores, el inicio de la Gran Depresión, y el hecho que la Ford Motor Ltd de Inglaterra, que continuaba fabricando el Fordson independientemente de la compañía de los EE. UU., comenzó a exportar nuevos Fordson a América. El tractor de la United se convirtió en el Allis-Chalmers Model U.

### Década de 1930

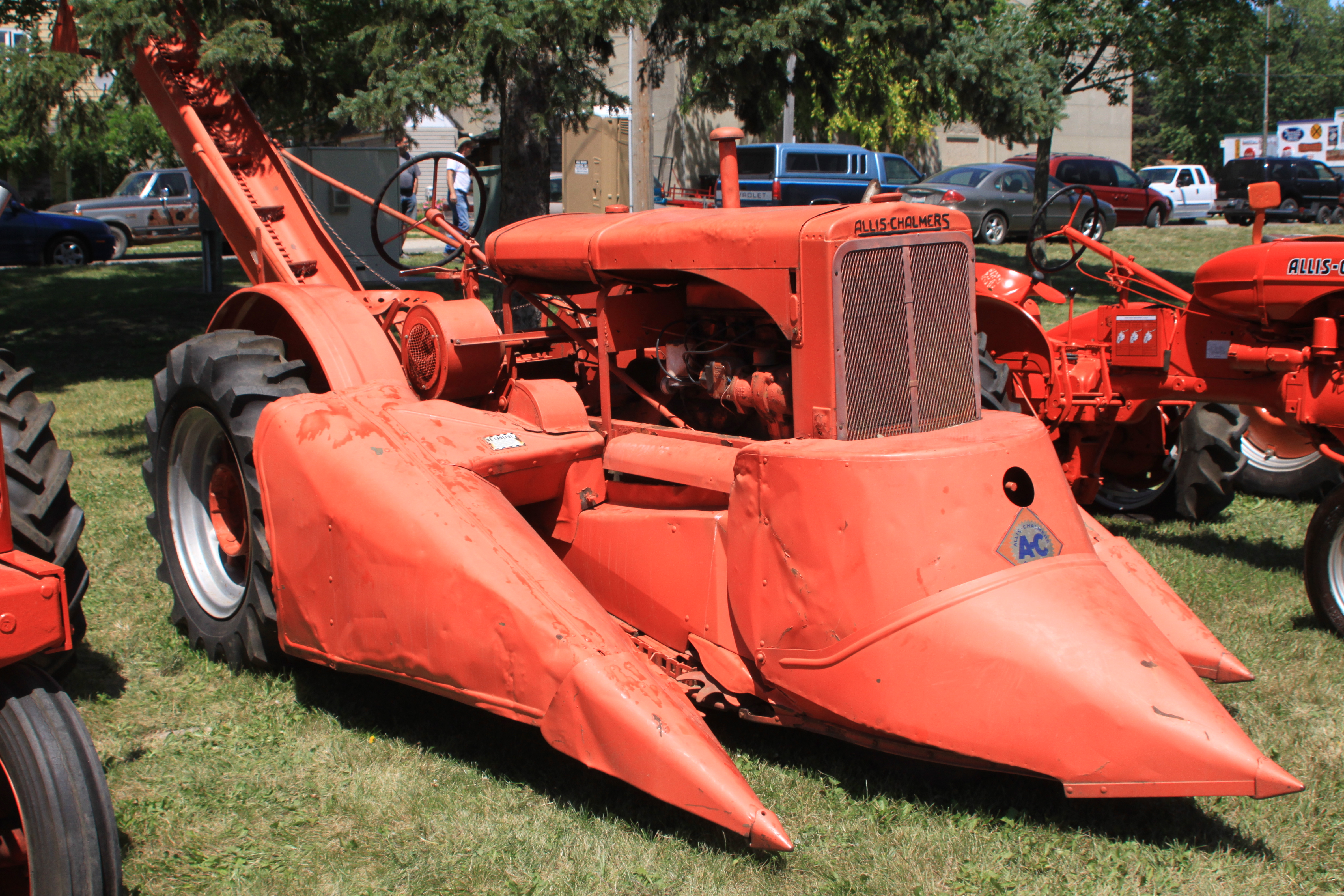
Cortador de maíz de dos filas

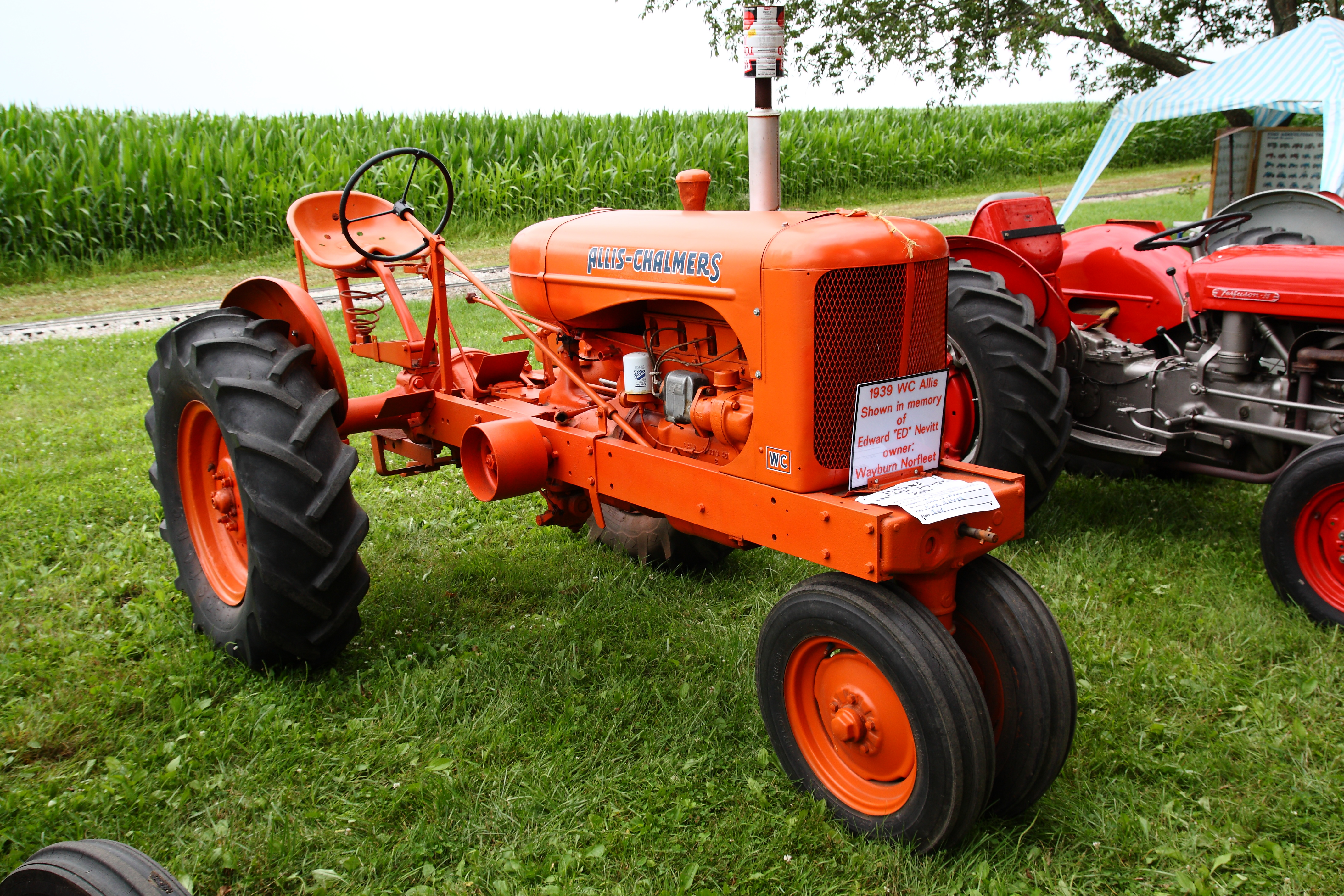
Un Modelo WC de 1939.

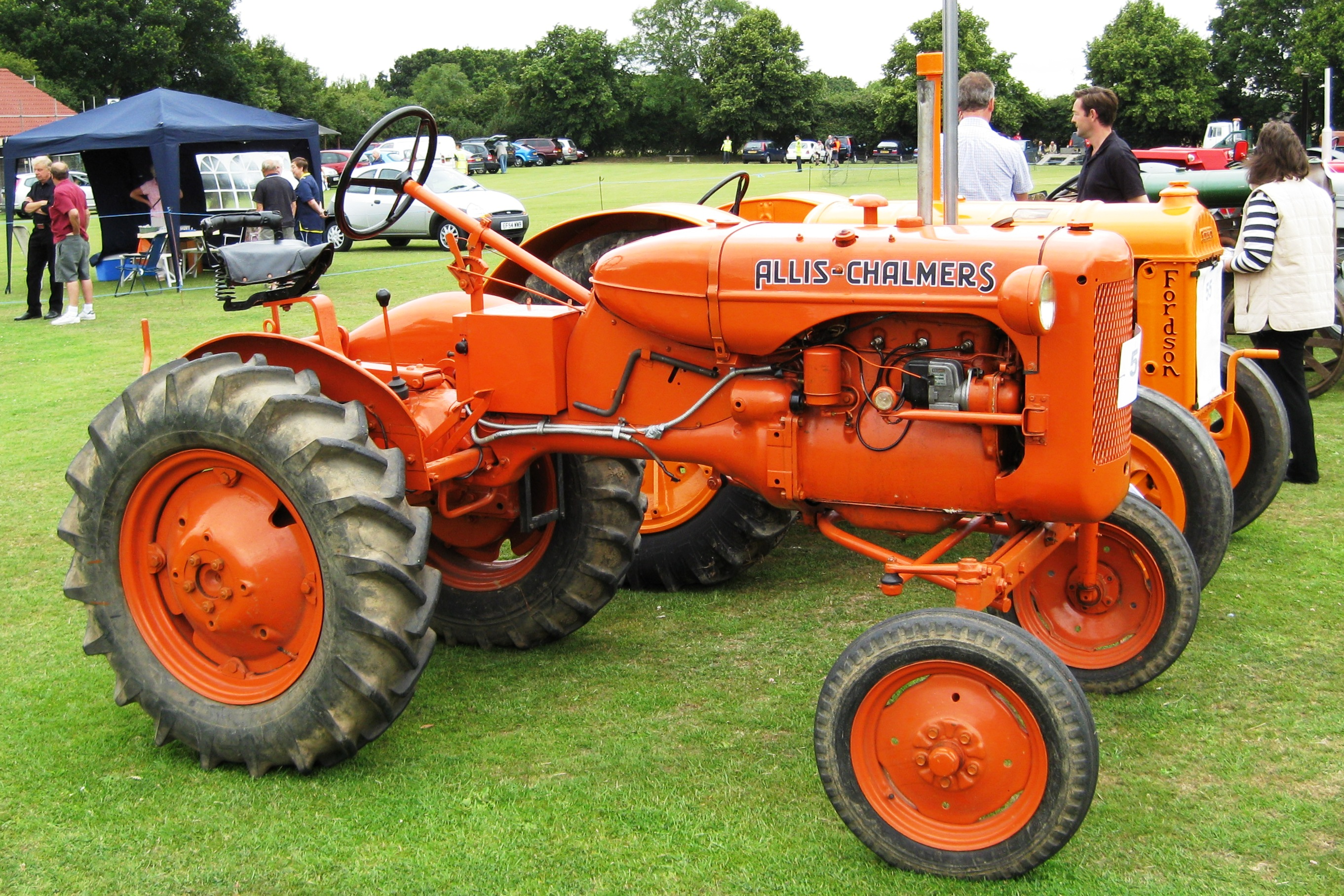
Un Modelo B, con un Fordson detrás.

Los años 1930 fueron una década de transición. A pesar de la Gran Depresión, Allis-Chalmers siguió siendo rentable gracias a que se mantuvo estable la demanda de su maquinaria.
En 1931, adquirió Avance-Rumely de La Porte (Indiana), principalmente porque Merritt quería controlar la red comercial de la compañía, con 24 empresas subsidiarias y aproximadamente 2500 comerciantes, lo que incrementó la capacidad de ventas de Allis-Chalmers en el negocio de equipamiento agrícola. También en 1931, la capacidad de la empresa se expandió de nuevo, gracias a la adquisición del negocio de equipamiento eléctrico de Brown, Boveri & Cie, operación financiera propiciada por la Gran Depresión. Después de 1931, Allis-Chalmers poseía la licencia para la venta en los Estados Unidos de los productos europeos fabricados por Brown, Boveri & Cie.
En 1932, Allis-Chalmers colaboró con Firestone para introducir neumáticos de goma en sus tractores. Esta innovación se extendió rápidamente a lo ancho de toda la industria, mejorando el consumo de combustible y la fuerza de tracción entre un 10 y un 20 %, lo que para muchos agricultores fue una sorpresa. En los cinco años siguientes, los neumáticos de goma habían desplazado a las ruedas de acero estriadas aproximadamente en la mitad de todos los tractores vendidos. Las ruedas de acero estriadas quedaron como un equipamiento opcional en la década de 1940. También en 1932, Allis-Chalmers adquirido la Compañía Ryan Manufacturing, lo que añadió varios modelos de motoniveladoras a sus líneas de equipos para la construcción.
En 1933, Allis-Chalmers introdujo su Modelo WC, la primera generación de tractores agrícolas de propósito general, que se convertiría en el modelo más vendido de todos los tiempos. En 1937, un modelo más ligero y asequible de segunda generación, el Modelo B, también se convirtió en un gran éxito de ventas. Su cosechadora multicultivo remolcada era líder del mercado.
En octubre de 1937, Allis-Chalmers fue una de las catorce principales compañías de manufacturas eléctricas que acudieron a los tribunales para evitar que los sindicatos pudieran excluir a los contratistas y sus productos en los edificios comerciales a través del uso concertado de la "Cláusula de Hombres y Medios". La demanda de Allis-Chalmers y sus aliados finalmente consiguió que el Tribunal Supremo emitiera una sentencia el 18 de junio de 1945, que acabó con ciertas prácticas de los sindicatos que violaban la Ley Sherman Antitrust.

### Década de 1940

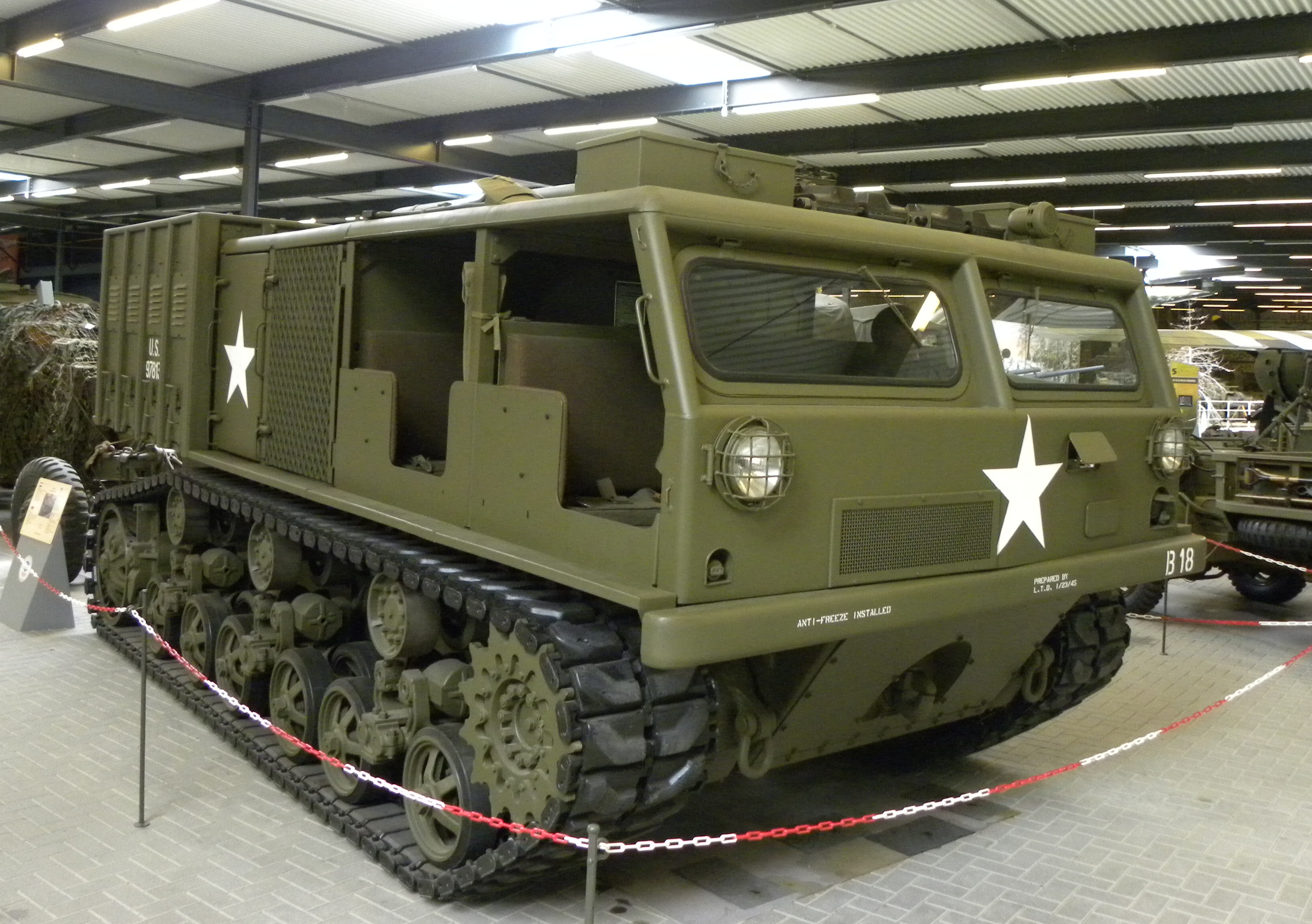
Un tractor M6 para uso militar.

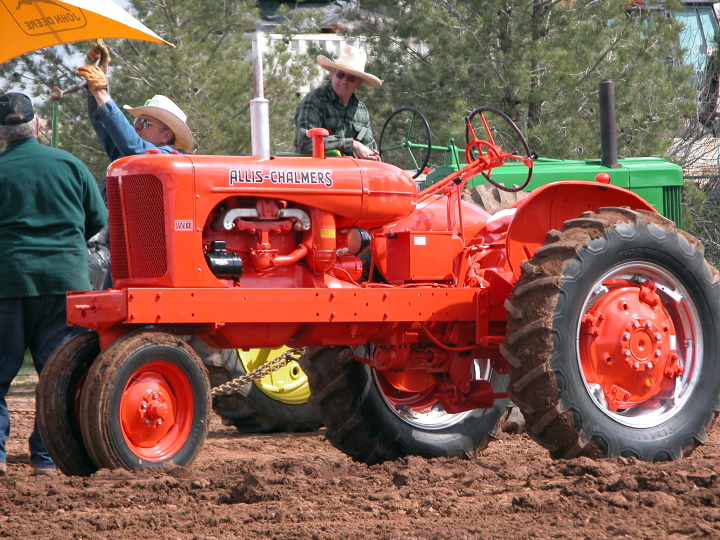
Un Allis-Chalmers Modelo WD.

La Segunda Guerra Mundial provocó que Allis-Chalmers, como otras muchas compañías industriales, permaneciera extremadamente ocupada. Sus líneas de productos civiles experimentaron un periodo en el que quedaron "en espera", limitadas a producir los recambios necesarios para mantener la maquinaria existente en servicio, mientras que se dio prioridad a la fabricación de material bélico, que alcanzó valores máximos. Desde finales de los años1930 hasta la mitad de los 1940, Allis-Chalmers produjo maquinaria para unidades navales, como motores de vapor para los cargueros del tipo Liberty, turbinas de vapor, generadores, y motores eléctricos; tractores de artillería y tractores para otros usos del ejército; controles y cambios eléctricos; y otros productos. Allis-Chalmers era también una de las muchas empresas contratadas para suministrar equipamiento destinado al Proyecto Manhattan. Su experiencia en maquinaria minera y de molienda hizo que fuese una elección lógica para la minería y el equipamiento de procesado del uranio. Allis-Chalmers ocupó el puesto 45 entre las empresas estadounidenses por el valor de sus contratos de producción militar durante la Segunda Guerra Mundial.
Inmediatamente después del final de la guerra, en 1945–1946, Allis-Chalmers soportó una huelga de 11 meses de duración. Buescher estaba convencido de que la empresa nunca se recuperó por completo de los efectos de esta huelga. Esta afirmación parece discutible, dados los numerosos éxitos que Allis-Chalmers cosechó durante los 30 años siguientes, incluyendo el próspero negocio del equipamiento agrícola en las décadas de 1950 y 1960. Pero ciertamente dio a sus competidores una oportunidad de copar parte de este mercado.
En 1948, el Modelo WC se mejoró con varias características adicionales, preludiando el lanzamiento del Modelo WD, otro éxito de ventas. El WD se convirtió en un hito para la compañía. Incluía la entrega de potencia completamente independiente, mediante un sistema de dos embragues. Era posible ajustar la entrega de potencia a las ruedas traseras, lo que se convirtió en un estándar de la industria. La producción de este modelo continuó hasta 1953, con casi 150.000 unidades fabricadas.

### Década de 1950

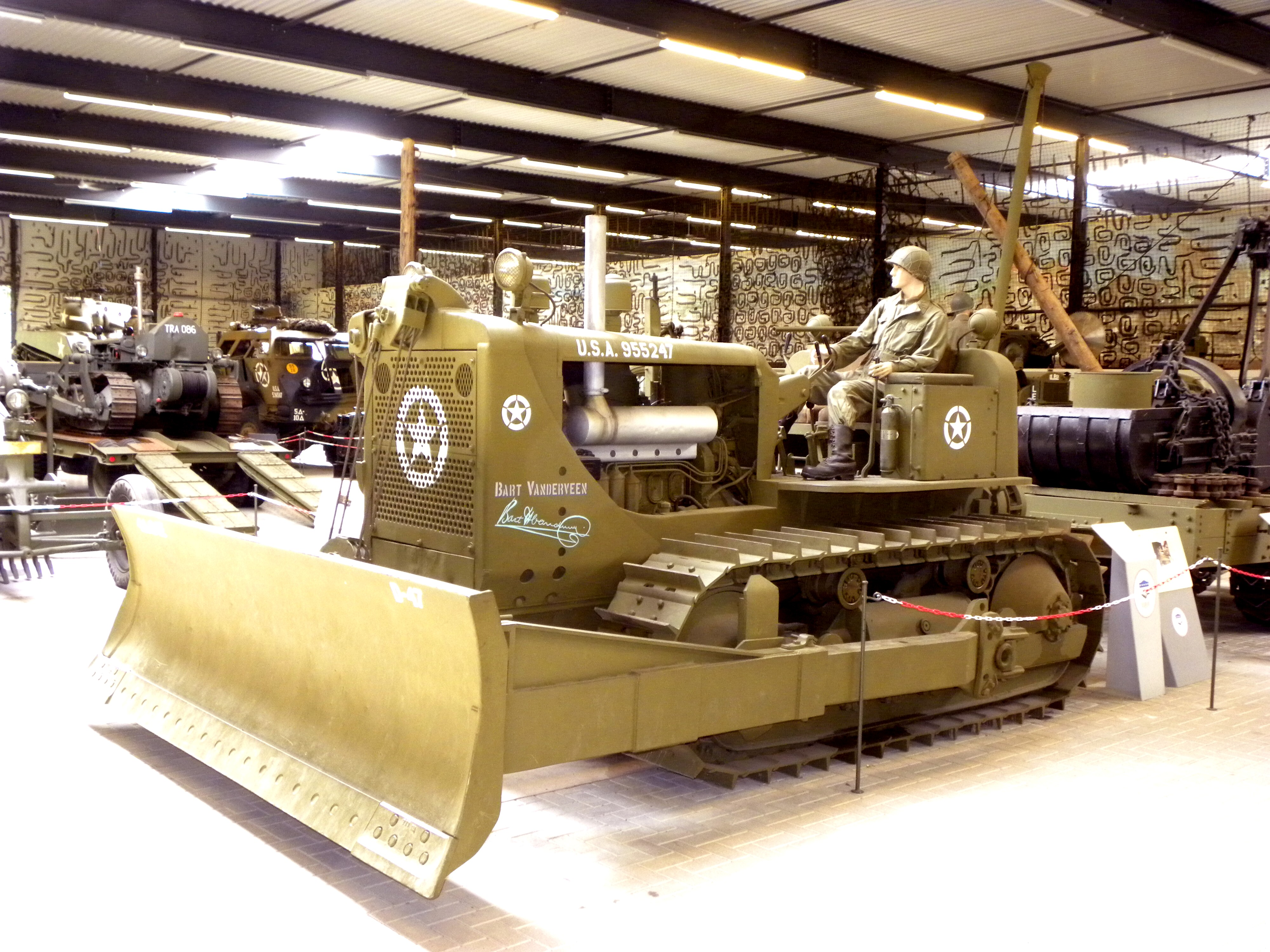
Un bulldozer Allis-Chalmers HD-15

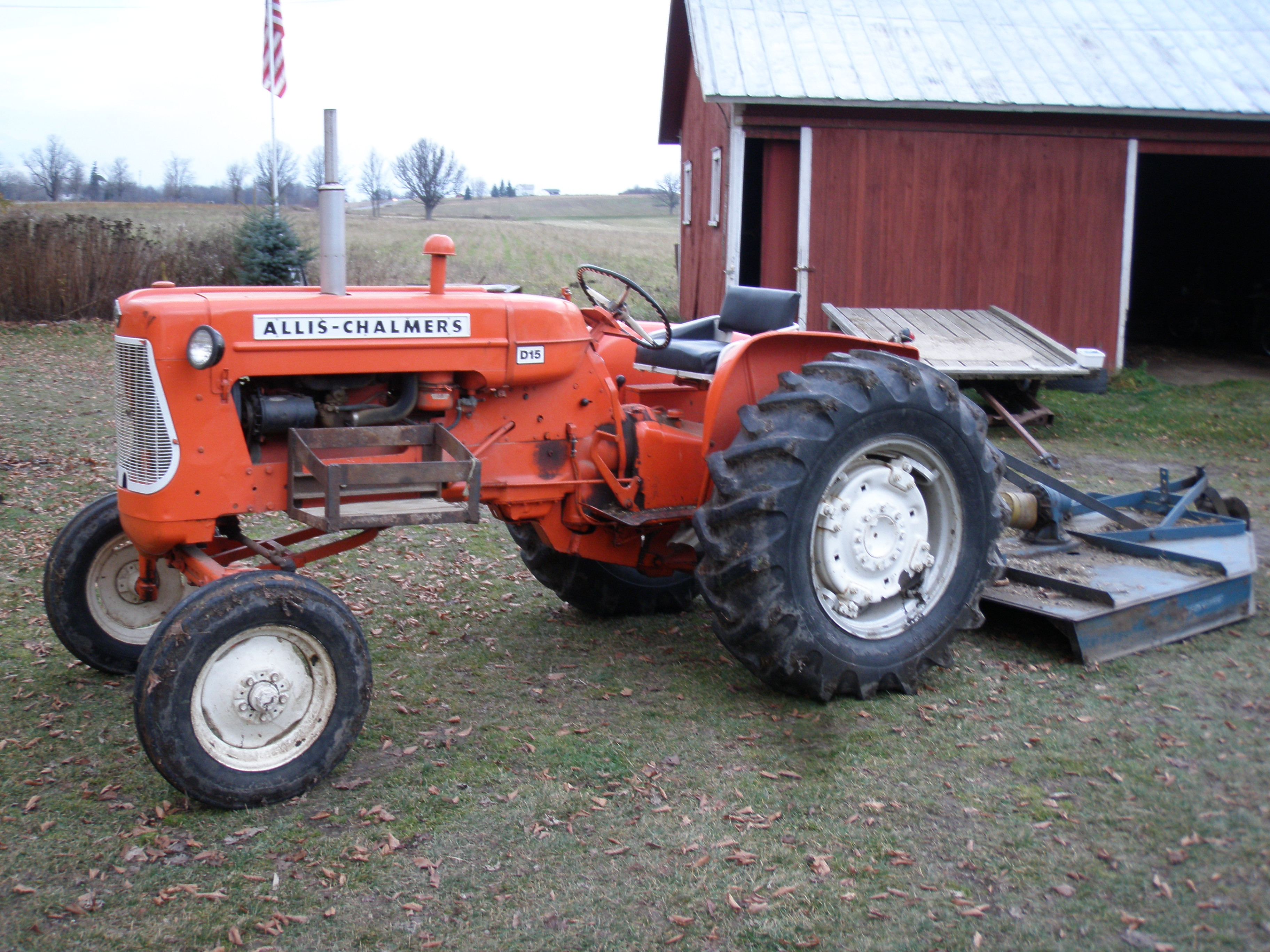
Un tractor Allis-Chalmers Modelo D15

Los años 1950 fueron un tiempo de gran demanda de tractores más potentes, así como con mayor capacidad en sus sistemas hidráulicos y eléctricos. También fue una década de intensa dieselización, que afectó tanto a las locomotoras de ferrocarril como a los tractores agrícolas y al equipamiento de construcción. En 1953, Allis-Chalmers adquirió la Compañía de Motores Buda de Harvey (Illinois). Con esta compra, pudo disponer de sus propios motores diésel, dado que su proveedor anterior, Detroit Diesel (hasta entonces una división de General Motors) había sido adquirida recientemente por la compañía de equipamiento pesado Euclid, un competidor en el negocio de equipamiento de la construcción. Los modelos "Buda-Lanova" fueron rebautizados como "Allis-Chalmers Diesel". Los ingenieros responsables de estos motores estuvieron ocupados durante los años siguientes actualizando y expandiendo su gama de propulsores.
En 1952, la compañía adquirió Laplant-Choate, añadiendo varios modelos de escarificadores a su línea de equipos de construcción.
En 1953 se introdujo el WD-45, reemplazando al WD. El motor se aumentó a 3700 cc de cilindrada, rindiendo 30 CV. Esto era casi duplicar la potencia del WD. Se utilizó un nuevo acoplamiento, diseñado por la propia Allis-Chalmers. Permitía operar el gancho del remolque desde el puesto del conductor. Un WD-45 con motor Buda diésel se lanzó en 1955. Este modelo se mantuvo en producción hasta la presentación de la serie D en 1957.
En 1955, se adquirió la compañía Gleaner, un movimiento importante para el negocio de cosechadoras combinadas. Allis era el líder del mercado de tractores agrícolas combinados, con su línea de cosechadoras multi cultivo. Adquiriendo Gleaner, también se convirtió en líder en máquinas autopropulsadas, y además poseía dos de las marcas principales en cosechadoras combinadas. La gama de Gleaner acabó superando a los antiguos modelos de Allis-Chalmers, y durante varios años las ventas de Gleaner fueron la principal fuente de beneficios del grupo. Después de la adquisición, Gleaner continuó fabricando en la misma factoría de Independence (Misuri).
En 1957 se introdujo la gama de tractores Allis-Chalmers de la Serie D. Disfrutó de un gran éxito durante la década siguiente.
En 1959, Allis-Chalmers adquirido la compañía francesa Vendeuvre. También en 1959, compró la empresa Tractomotive de Deerfield (Illinois), que había sido proveedora de equipamiento auxiliar al menos a lo largo de una década.
En la "Historia del negocio de equipamiento de la construcción" (2000), Haycraft expresó el punto de vista de que Allis-Chalmers confió demasiado y durante un tiempo excesivo en sus proveedores de equipamiento auxiliar, en vez de invertir en el desarrollo de productos propios. En su opinión, esta estrategia limitó el éxito de la compañía en este negocio, y finalmente tuvo que acabar invirtiendo para acometer su desarrollo en cualquier caso. Los comentarios de Buescher sobre la adquisición de Buda y la necesidad subsiguiente de mejorar sus diseños parecen corroborar esta impresión. Aun así, el tema es complejo. En otro pasaje de su memoria, Buescher presenta un punto de vista contrario, señalando que la inversión en investigación y desarrollo de productos es una actividad cara, que a menudo no recompensa al innovador y mayoritariamente beneficia a las copias de sus competidores.

### Décadas de 1960 y 1970

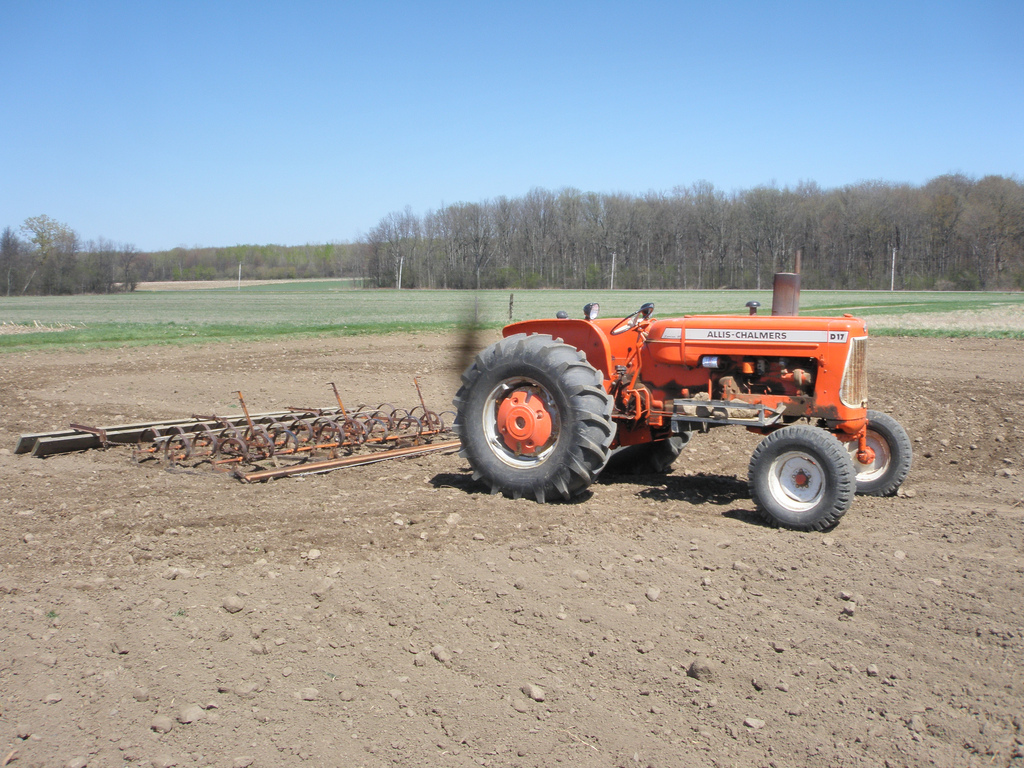
Un Allis-Chalmers D17 con una grada a remolque

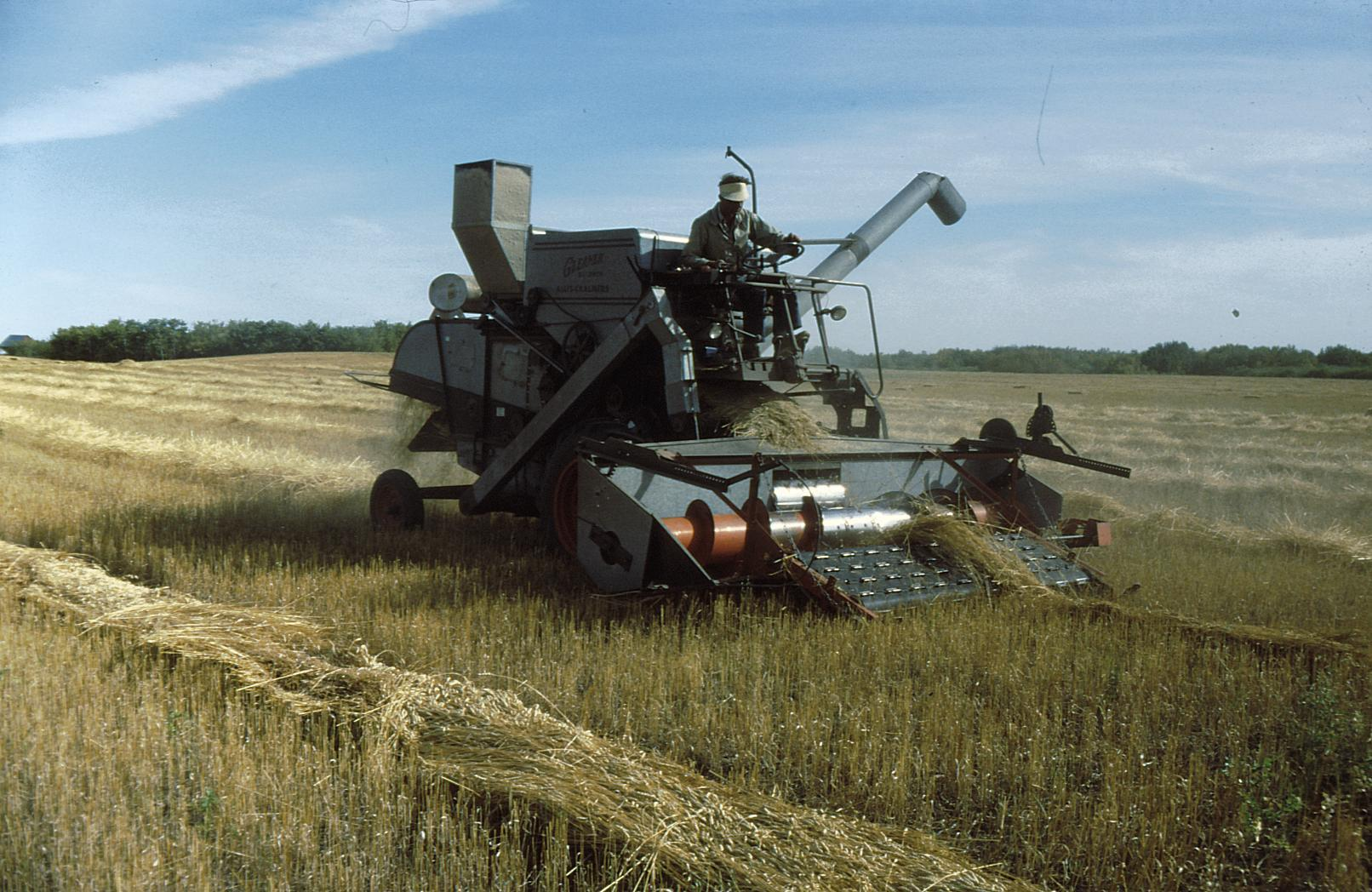
Cosechadora Gleaner E (1965)

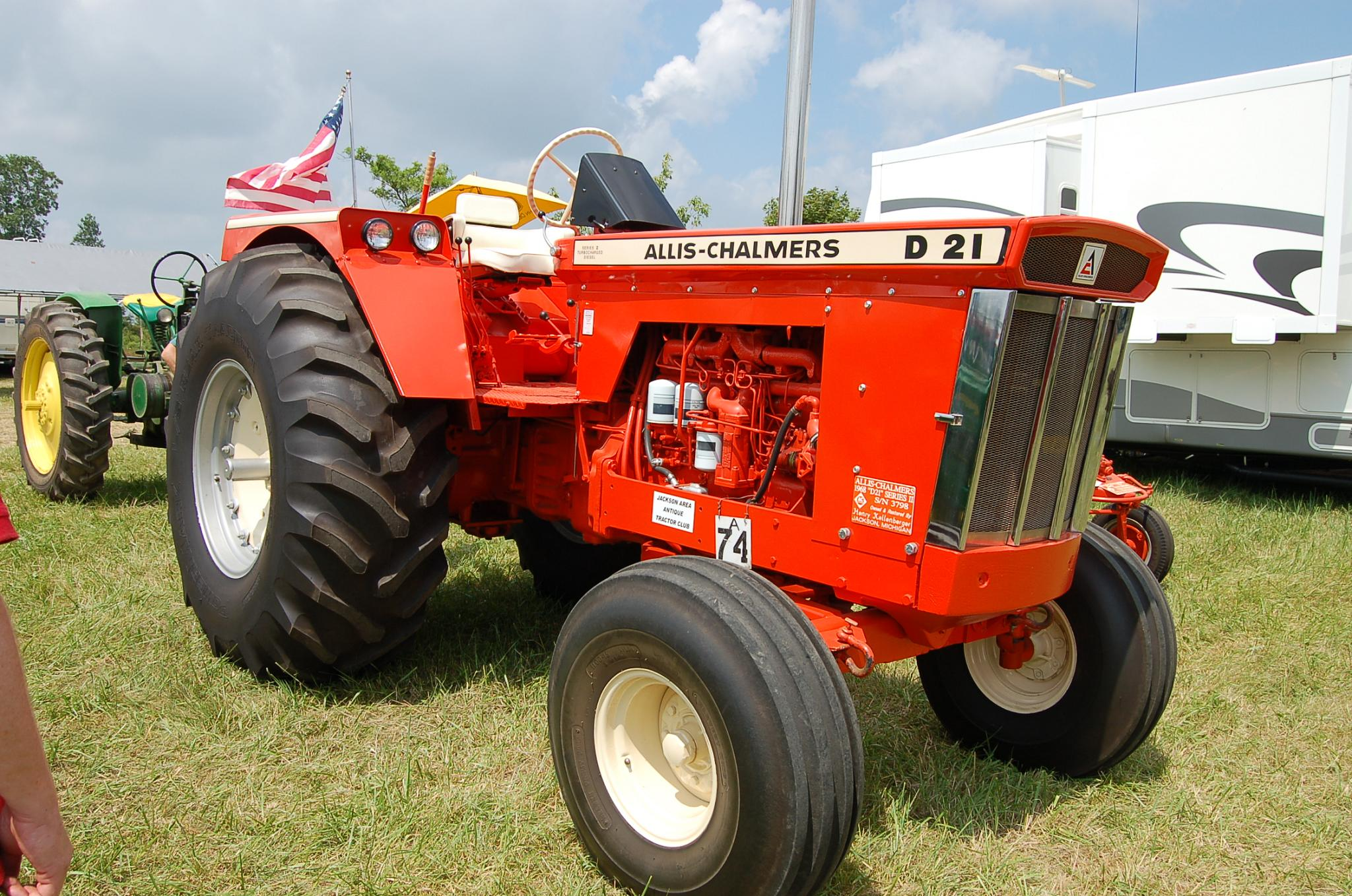
Un tractor Allis-Chalmers D21 Serie II

En 1960, el gobierno de Estados Unidos desautorizó un intento de formar un cártel en la industria de equipamiento eléctrico pesado. Afectaba a 13 compañías, incluyendo las más grandes de la industria (Westinghouse, General Electric, y Allis-Chalmers), con precio fijo y ofertas emparejadas. Algunas compañías defendieron su inocencia, pero los abogados de Allis-Chalmers reconocieron su culpabilidad. A pesar de que un motivo para formar cárteles es intentar que empresas provechosas pasen a ser obscenamente provechosas, en este caso, según Buescher, se trataba más bien de un intento desesperado (y atolondrado) de crear un gigantesco cártel eléctrico para transformar los números rojos en beneficios, en un ambiente en el que se había desencadenado una competencia feroz.
La Serie D continuó su exitosa carrera en los años 1960. Por primera vez, se instaló una sobrealimentación por turbo de serie en el D19. Pronto fue seguido por el 190 y el 190 XT, que era un competidor directo del John Deere Modelo 4020, con 98 CV.
En 1965, Allis-Chalmers adquirió Simplicity para su línea de cortadores de césped y equipamiento de jardín. También en aquel año se puso en funcionamiento el reactor nuclear de investigación SAFARI-1.
En los años 1960, los equipamientos agrícolas y de construcción, al igual que las industrias eléctricas pesadas, no fueron tan provechosas para Allis-Chalmers como lo habían sido en las décadas de 1930, 1940 y 1950. Se mantuvo una prosperidad razonable en la línea de equipamiento agrícola, pero la economía de todas las actividades industriales pasó a experimentar mayores incertidumbres y un éxito más fugaz para las empresas que no ostentaban el número uno o dos en su campo. Allis-Chalmers ocupaba a menudo el número tres o cuatro, cuando Deere e Internacional Harvester empezaron a liderar el negocio de la maquinaria agrícola, Caterpillar y Case dominaban el negocio de la maquinaria de construcción, y Westinghouse y General Electric se imponían en los mercados de los equipos eléctricos pesados. A finales de los años 1960, se acentuó la tendencia a la formación de mega-conglomerados, como Ling-Temco-Vought, Gulf+Western o White Consolidated, en una auténtica borrachera de adquisiciones industriales. Allis-Chalmers fue objeto de varios intentos infructuosos de absorción por parte de estas macro empresas. Será en esta misma época y clima empresarial cuando Tenneco absorbió a Case.
En 1960, Allis-Chalmers construyó la primera planta de granulado de menas en la mina Humboldt de Míchigan. La compañía llegaría a construir unas 50 de estas plantas.
En 1974, el negocio de maquinaria de la construcción de Allis-Chalmers se reorganizó mediante su asociación con Fiat SpA, que inicialmente compró una participación mayoritaria del 65 % del negocio. La nueva compañía se denominó Fiat-Allis.
Tras 78 años de actividad ininterrumpida, en mayo de 1975 la compañía cerró su vieja factoría de 81.000 m² de North Side en Pittsburgh, que daba trabajo a 1100 empleados a tiempo completo, dedicados a la producción de transformadores de distribución y a sus instrumentos de control.
En 1977, para competir en el pujante segmento de mercado de tractores diésel compactos (como los Kubota y los Ford 1000 y 1600 construidos por Shibaura), Allis-Chalmers empezó a importar de Japón tractores Hinomoto con motores diésel Toyosha. Eran etiquetados con la marca Allis-Chalmers para su venta en los Estados Unidos.
En 1978 se formó una alianza con Siemens, dando origen a la empresa Siemens-Allis, dedicada al suministro de equipamiento de equipos de control eléctrico.

### Décadas de 1980 y 1990

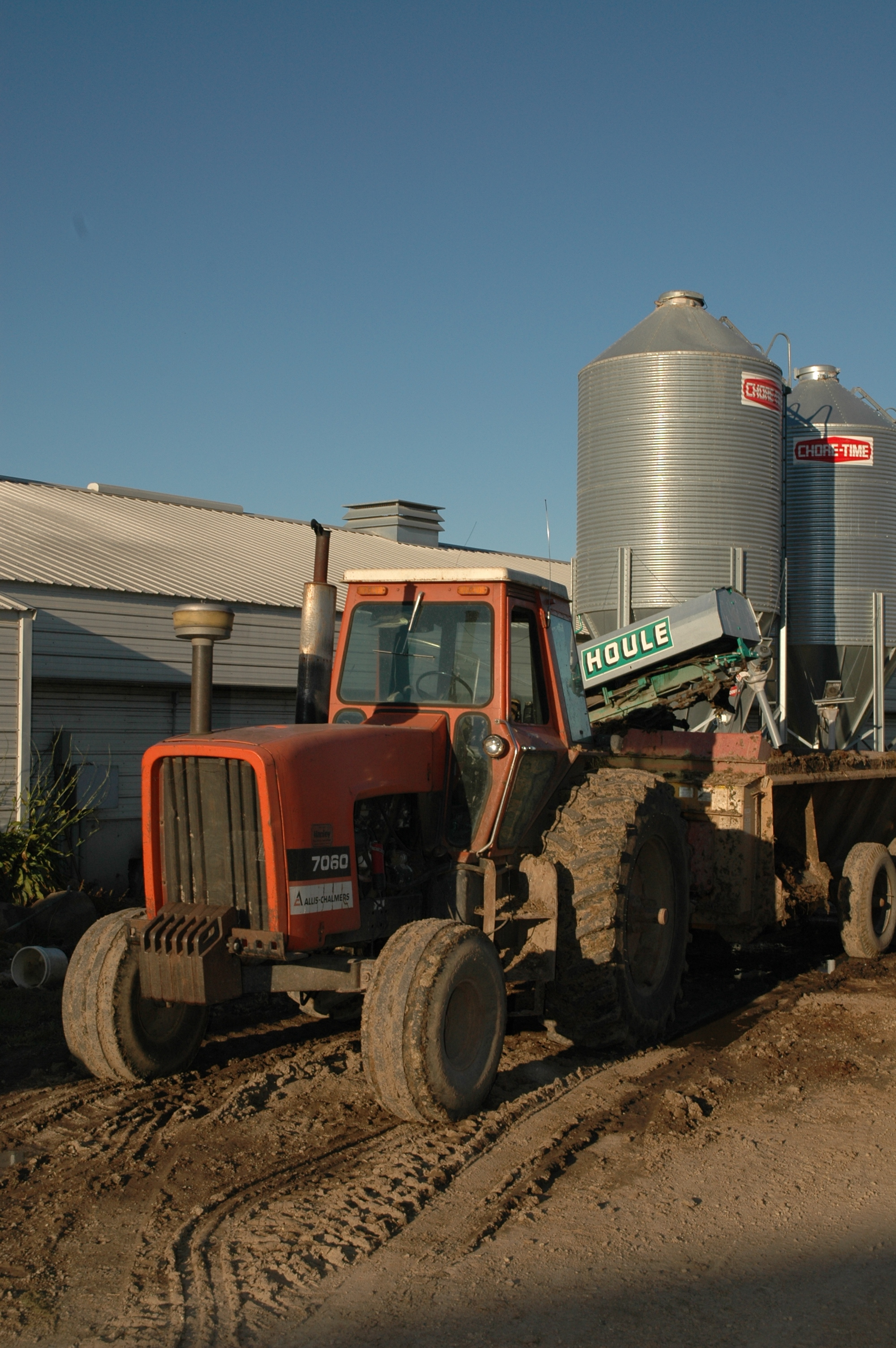
Un Allis-Chalmers 7060 en Wisconsin.

La compañía empezó la década de 1980 enfrentándose a un clima de cambio económico rápido, forzada entre luchas financieras a vender líneas empresariales importantes.
En 1983, Allis-Chalmers vendió Simplicity, la división de cortacéspedes y material de jardinería.
1985 fue un año de gran recesión para Allis-Chalmers, cuando se replegó en tres de sus líneas empresariales principales:
- Fiat-Allis pasó a ser propiedad de Fiat, que compró la participación minoritaria restante. La compañía se rebautizó como Fiatallis.[41]
- El negocio de maquinaria agrícola se vendió a K-H-D (Klöckner-Humboldt-Deutz, Deutz AG) de Alemania, por entonces propietaria de Deutz-Fahr. K-H-D rebautizó el negocio como Deutz-Allis, descatalogando los tractores de color naranja Allis Chalmers de la Serie 8000 a favor de los tractores verdes construidos por White con motores Deutz refrigerados por aire.
- Siemens-Allis se dio por terminada cuando Siemens compró la participación accionarial minoritaria restante. Siemens fusionó la compañía con su división de Energía y de Automatización.

En 1988, Allis-Chalmers vendió su negocio de filtros de aire en Estados Unidos (con 27 instalaciones de producción internacionales y ventas en más de 100 países) por aproximadamente 225 millones de dólares a Snyder General Corporation de Dallas, una empresa global de control de calidad del aire.
En 1990, Deutz-Allis fue vendida a sus administradores y se convirtió en Allis-Gleaner Corporation (AGCO). Los tractores empezaron a venderse bajo el nombre de AGCO-Allis, y volvieron otra vez a pintarse de color naranja. La marca de tractores de color naranja se mantuvo en producción hasta 2010, cuando AGCO anunció que estaba cancelando la marca.
En 1998, los restos del negocio de Allis-Chalmers fueron desinvertidos, y en enero de 1999, la compañía cerró oficialmente sus oficinas de Milwaukee. Los negocios de servicios restantes se agruparon en Allis-Chalmers Energy, con sede en Houston (Texas).

### Reutilización de la marca después del año 2000
En agosto de 2008, Briggs & Stratton anunció que ponía a la venta tractores cortacésped bajo la marca Allis-Chalmers.

## Sedes

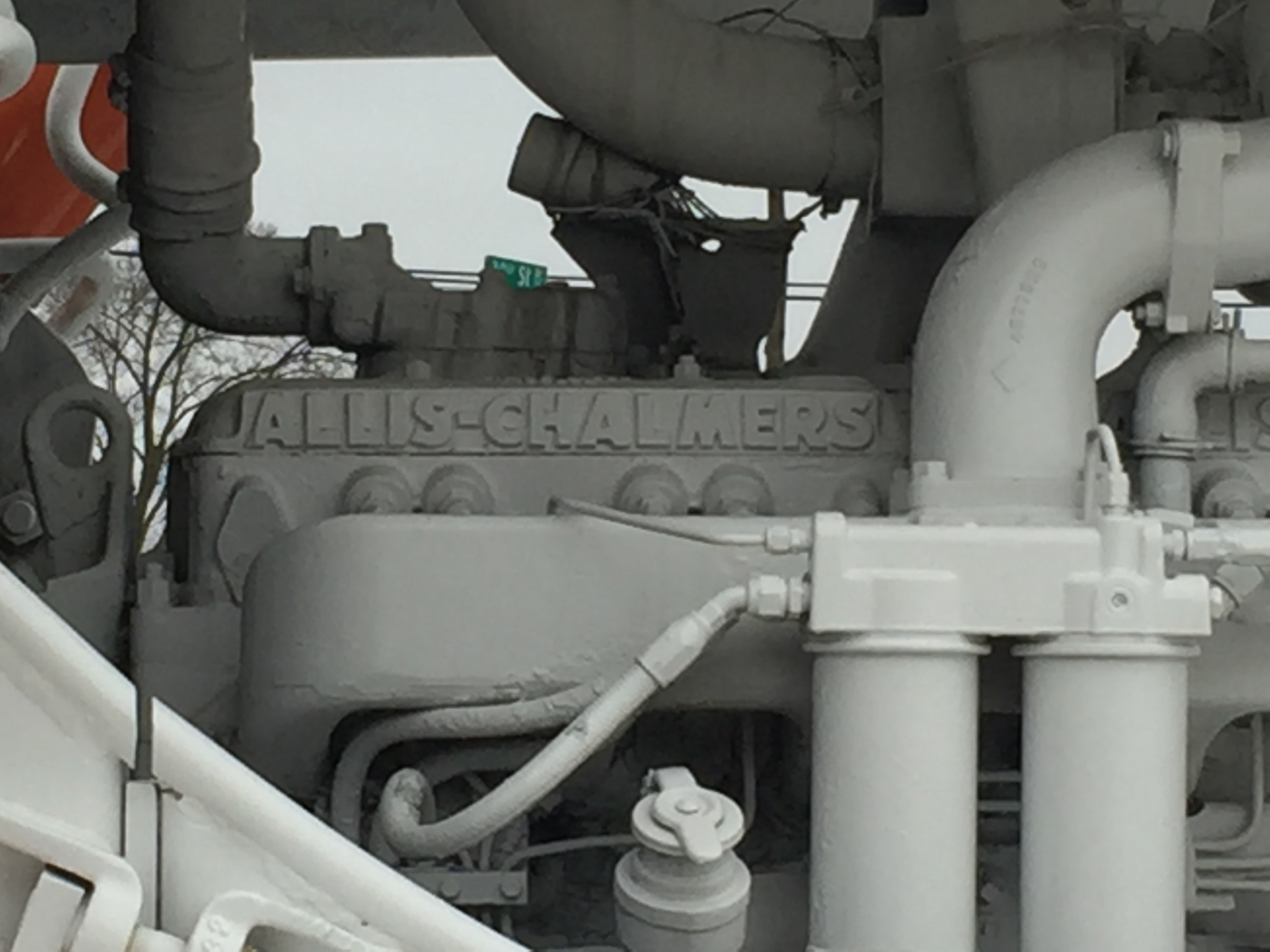
Bloque de motor Allis-Chalmers

- Oficinas corporativas, Milwaukee, Wisconsin
- Planta de tractores, West Allis, Wisconsin
- Planta de cosechadoras Gleaner, Independence (Misuri) (antigua sede de Gleaner)
- Planta de tractores, La Porte, Indiana (heredada de Advance-Rumely)
- Planta de montaje, La Crosse, Wisconsin (heredada de La Crosse Plow Works)
- Planta de tractores, Gadsden, Alabama
- Planta de equipamiento pesado en Springfield, Illinois (heredada de la adquisición de la Compañía de Tractores Monarch)
- Planta de equipamiento pesado en Deerfield, Illinois (heredada de la adquisición de Tractomotive)
- Planta de tractores en Cedar Rapids, Iowa
- Varias fábricas de componentes en Chicago
- Otras

## Maquinaria agrícola
Allis-Chalmers ofrecía una línea completa de maquinaria agrícola, desde la labranza a la cosecha, pasando por los tractores.

### Modelos de tractores
En 1959, un equipo dirigido por Harry Ihrig construyó un tractor de 15 kW alimentado por una célula de combustible para Allis-Chalmers, exhibido a través de los EE. UU. en ferias estatales. Era el primer vehículo impulsado por células de combustible. Se utilizaba hidróxido de potasio como electrólito. El tractor Allis-Chalmers original con célula de combustible actualmente se exhibe en el Smithsonian.

### Empacadoras

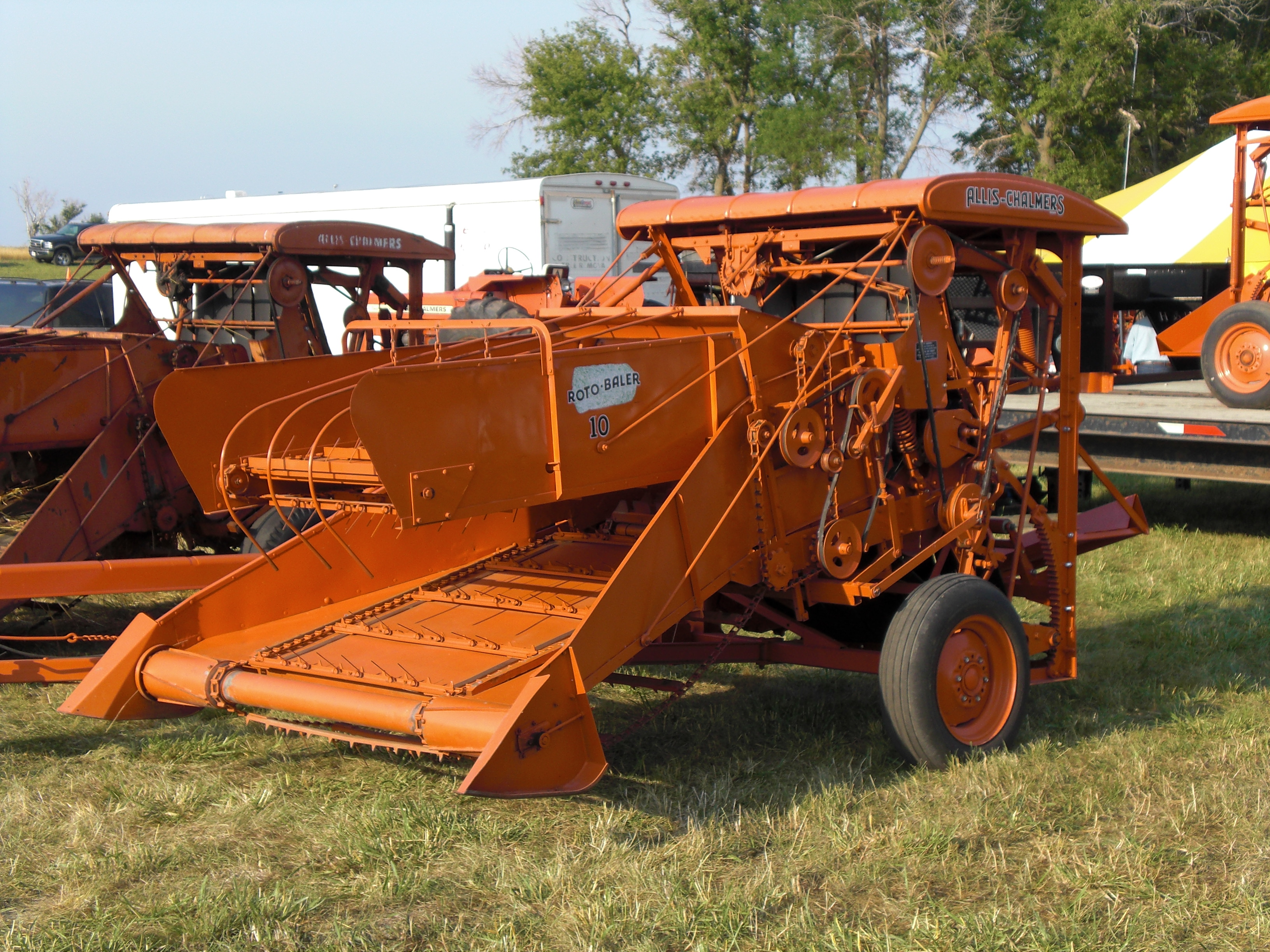
Empacadora Allis-Chalmers Roto Baler

El primer modelo de empacadora introducido en 1949 se denominó el "Roto-Baler". Fue el antecedente de las modernas empacadoras de pacas cilíndricas, aunque mucho más pequeñas. El "Roto-Baler" se construyó hasta los años 1970. Allis Chalmers también construyó muchos modelos que formaban pequeñas pacas cuadradas.

### Repuestos de tractor
Mientras AGCO es ahora el fabricante de repuestos para el mantenimiento y reparación de los antiguos tractores Allis-Chalmers, incluyendo desde bombas de agua a filtros de aceite, e incluso reconstruir complementos y manuales de los distintos tipos de tractores, existe una oferta de proveedores que suministran las partes que AGCO no produce.

## Equipamiento industrial y de centrales eléctricas

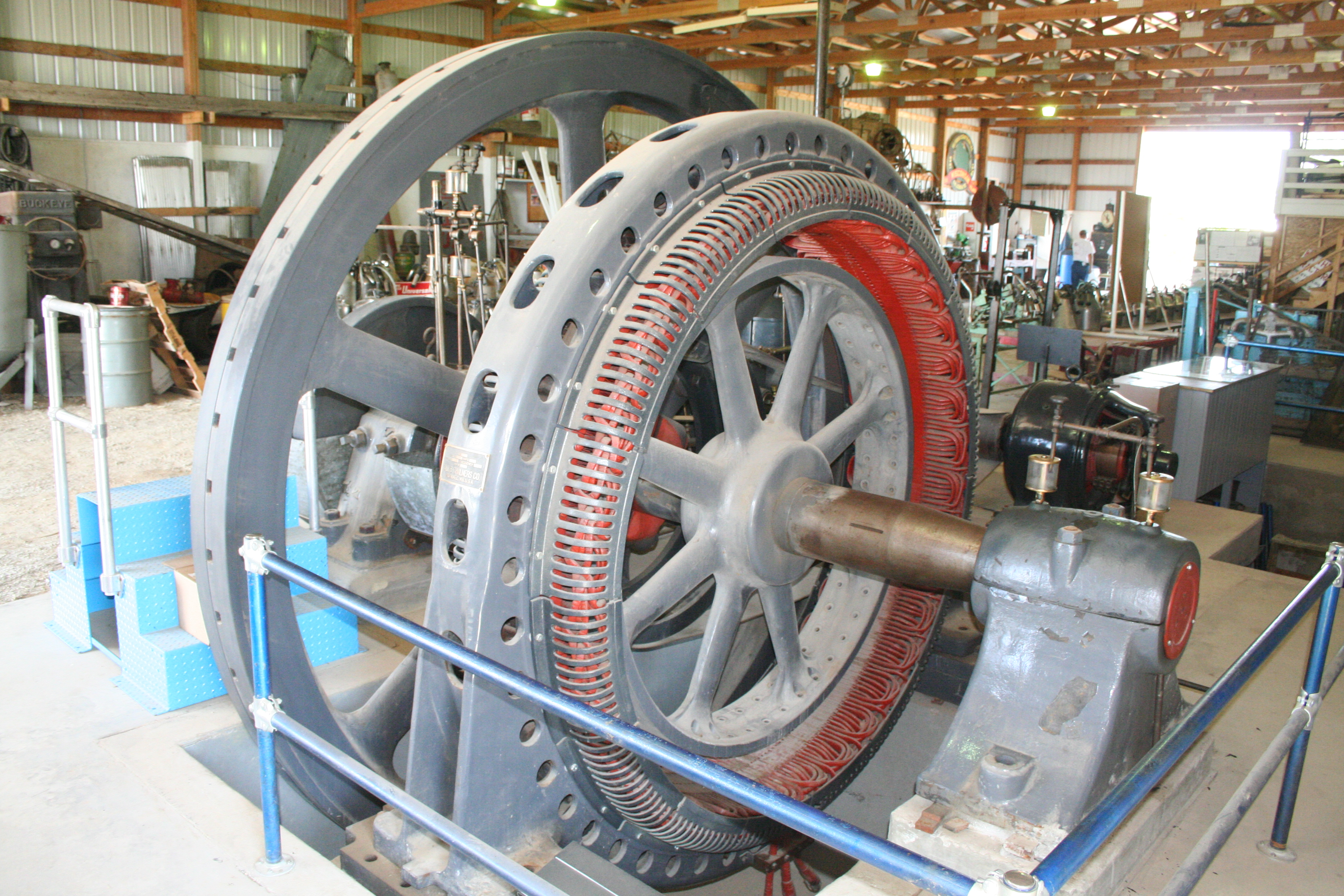
Un generador eléctrico Allis-Chalmers.

Allis Chalmers comercializó una gama completa de productos de equipamiento industrial y para centrales eléctricas, incluyendo turbo generadores e interruptores mecánicos de media tensión. Desde los años 1920 hasta los de 1960, Allison Chalmers compitió en equipamiento industrial y eléctrico con gigantes como General Electric y Westinghouse. En los años 1920 fabricó numerosas hidro-turbinas y generadores eléctricos, muchos de los cuales continúan en servicio (como las turbinas en el salto del río Ohio, o los generadores de la presa de Dix en Kentucky).
Allis Chalmers fabricó varias líneas de conmutadores de media tensión, en competencia directa con la compañía General Electric.
Produjo una línea de transformadores para subestaciones eléctricas, reguladores de tensión y transformadores de distribución.
Durante el período 1930-1965 y durante algunos años más, fabricó y comercializó una extensa línea de equipos de trituración de minerales para la industria minera.
En 1965, Allis-Chalmers construyó el "Big Allis," o Ravenswood Núm. 3, el generador más grande de Nueva York, que continúa operativo. Está localizado en Queens, y tiene una potencia de 1000 MW.

## Cortadores de césped y vehículos para actividades al aire libre
A finales de la década de 1960 y a comienzos de la de 1970 Allis Chalmers expandió sus equipos al sector de los cortadores de césped y al equipamiento para actividades al aire libre.

### Vehículos todoterreno
Produjo un vehículo anfibio ATV, denominado "Terra Tiger".

### Carros de golf con célula de combustible
En 1965, Allis-Chalmers utilizó células de combustible para alimentar carros de golf.

## Maquinaria militar
- Tractor M1 modelo medio HD7
- Tractor M1 modelo pesado HD10
- Tractor M4 de alta velocidad, con 18 toneladas de peso (tractor de artillería fabricado en 1943)
- Tractor M6 de alta velocidad, con 38 toneladas de peso (tractor de artillería)
- Tractor de nieve M7
- Tráiler de nieve M19, de 1 tonelada
- M50 Ontos, vehículo antitanque ligero (se produjeron 297 unidades entre 1955 y 1957)
- Turbinas de vapor para el USS Coontz DLG-9 (más adelante DDG-40) y algunos otros barcos de la misma clase utilizados por la Marina de los Estados Unidos)

## Allis-Chalmers Energy
Allis-Chalmers Energy es una compañía con sede en Houston especializada en todo tipo de servicios y equipos para campos petroleros y de gas natural, tanto domésticamente como a nivel internacional.